# フランツ・クラス
フランツ・クラス（Franz Crass, 1928年3月9日 - 2012年6月24日）は、ドイツのバス・バリトン歌手。
ヴィッパーフュルト出身。ヴィースバーデンでゲルダ・ホイヤーに声楽を学び、ケルン音楽院でクレメンス・グレッテンベルクの薫陶を受けた。1954年からクレーフェルト市立歌劇場でオペラ・デビューを果たし、1956年にハノーファーの歌劇場に移籍した。1959年には《ローエングリン》の上演に参加する形でバイロイト音楽祭に初出場し、翌年には同音楽祭の《さまよえるオランダ人》に参加してリヒャルト・ヴァーグナーの作品の専門家と見做されるようになった。1962年からケルン歌劇場で歌い、1964年からハンブルク国立歌劇場を中心に活動。ウィーン国立歌劇場、スカラ座やコヴェントガーデン王立歌劇場などのヨーロッパの主要な歌劇場に度々客演した。1981年に耳疾により現役を引退し、後進の指導に専念した。
リュッセルスハイム・アム・マインにて没。

## 注
1. ↑  アーカイブ 2019年3月2日 - ウェイバックマシン
2. ↑  Rommerskirchen, Herbert (2012年6月24日). “Franz Crass, berühmter Bassbariton und einstmals Ensemblemitglied des hiesigen Theaters, verstorben”. BürgerZeitung für Mönchengladbach und Umland.  オリジナルの2019年5月21日時点におけるアーカイブ。 2019年2月8日閲覧。
3. ↑  アーカイブ 2012年7月4日 - ウェイバックマシン
4. ↑  アーカイブ 2018年7月8日 - ウェイバックマシン

| スタブアイコン | サブスタブ | この項目は、まだ閲覧者の調べものの参照としては役立たない、人物に関連した書きかけの項目です。この項目を加筆・訂正などしてくださる協力者を求めています（P:人物伝/PJ:人物伝）。 |